# Lori Walls
Lori Walls (7 de septiembre de 1958) es una ilustradora, guionista y artista de cómic estadounidense, reconocida por su trabajo en la editorial Archie Comics y como creadora única de la heroína Marvelous Maureen.

## Carrera
Lori Walls comenzó a trabajar como ilustradora para distintos títulos de Archie Comics entorno a 1979, y continuó trabajabando en el puesto de ilustradora hasta 1984. Su obra más reconocible es Marvelous Maureen, heroína a la que ella misma creó para la compañía, y cuyas historias escribió, ilustró y entintó entre 1982 y 1985.
Lori escribió las historias de Maureen dentro de la antología de cómic de superhéroes Pep Comics, a partir del número 383, y basó el personaje de Marvelous Maureen en su hermana pequeña, Maureen Walls, y junto a este personaje creó también a su ayudante masculino, un alienígena llamado Mortimer, así como a un superhéroe masculino llamado Wonder Blunder. Maureen guionizó, dibujó y entintó estas historias hasta 1985, año en el que se publicó el número 402 de Pep Comics, que marcó la última aparición de Maureen.
Finalmente abandonó la industria del cómic en 1987, año en el que publicó su última obra, una historia centrada en Dragonmirth para la revista Dragon, y comenzó a trabajar como ilustradora para libros y comerciales.

## En la cultura popular
En 2005, la escritora Jeannette Walls, hermana mayor de Lori, publicó la memoria El Castillo de Cristal, en la que narró su dura infancia y la de sus hermanos, Maureen, Brian y la propia Lori Walls, narrando como todos ellos vivieron a la intemperie y fueron víctimas de abusos emocionales, físicos y sexuales por parte de personas cercanas a sus padres. En 2017 se lanzó una adaptación a cine de la memoria de Jeannette, en la que Lori fue interpretada por la actriz australiana Sarah Snook.

## Vida personal
Lori Walls tiene dos hermanas, Maureen, en quien basó a su heroína de cómic, y Jeannette Walls, una reconocida escritora y periodista, así como un hermano llamado Brian.

## Obras
- Pep Comics #383-402 (abril de 1982 a septiembre de 1985)
- Mad House #130 (octubre de 1982)
- Laugh #375-378 (noviembre de 1982 a julio de 1983)